# Masaya Nishitani
Masaya Nishitani (jap. 西谷 正也 Nishitani Masaya; ur. 16 września 1978) – japoński piłkarz występujący na pozycji pomocnika.

## Kariera klubowa
Od 1997 do 2008 roku występował w klubach Cerezo Osaka, Vissel Kobe, Vegalta Sendai, Urawa Reds i Consadole Sapporo.